# Pentastichus longior
Pentastichus longior är en stekelart som beskrevs av Howard 1897. Pentastichus longior ingår i släktet Pentastichus och familjen finglanssteklar. Inga underarter finns listade i Catalogue of Life.